# سي أي كابيتال القابضة للاستثمارات المالية
سي أي كابيتال القابضة للاستثمارات المالية هي شركة مساهمة قابضة مصرية، أنشأت في 10 أبريل 2005، وأُدرجت في البورصة المصرية في 19 أبريل 2018، تعد الذراع الاستثمارية لبنك مصر والذي يمتلك أكثر من 90% من رأس مالها البالغ حوالي 3.5 مليار جنيه مصري، كما يبلغ إجمالي أصولها حوالي 18.5 مليار جنيه مصري في 2021، تعمل في مجال الخدمات المالية غير المصرفية مثل التأجير التمويلي، التمويل متناهي الصغر، الوساطة المالية، وغيرها.

## المساهمين
تتوزع نسب المساهمين في الشركة كالتالي:
| - بنك مصر (91.429%) - اسماعيل علي التركي (1.113%) - البنك التجاري الدولي (0.713%) - مؤسسة محمود الجمال الخيرية (0.513%) - ميسون بنت عبد الله العبيدي (0.225%) |  | - محمود فتحي عطاالله (0.06%) - نجله عبد الله علي (0.055%) - هشام محمد أشرف لبيب (0.0482%) - كريم ممدوح محمد زهران (0.0001%) |

## الشركات التابعة
تمتلك شركة سي اي كابيتال نسبة مختلفة في عدة أنشطة وشركات هي:
| - إيجي إي دي واي إنفست (100.00%) - دايناميك لتداول الاوراق المالية (99.97%) - سي أي للتمويل العقاري (99.90%) - سي أي كابيتال لترويج وتغطية الاكتتابات فى الأوراق المالية (99.57%) - سي آي استس مانجمنت (99.53%) - التجاري الدولي للسمسرة في الأوراق المالية (98.96%) |  | - سي أي للتمويل الاستهلاكي - سهولة (98.80%) - كوربليس للتأجير التمويلي ش م م - مصر (87.40%) - ريفى - شركة خدمات المشاريع المتناهية الصغر (79.99%) - ام سي أي كابيتال هيلث كير بارتنيرز للرعاية الطبية (60.00%) - بالم هيلز للتعمير ش م م (3.001%) - مصر للمقاصة والإيداع والقيد المركزى (0.70%) |

## وصلات خارجية
- الموقع الرسمي للشركة.